# Martin Oloff
Martin Oloff (* 1652 in Graudenz, Königlich-Preußen; † 29. August 1715 in Thorn, Königlich-Preußen) war ein deutscher lutherischer Pfarrer im Königreich Polen.

## Leben
Er war ein Sohn von Johann Oloff. 1675 immatrikulierte er sich an der Universität in Königsberg und wurde 1677 im dortigen Dom ordiniert.
Martin Oloff wurde Pfarrer in Wengrow in Masowien. Nachdem 1686 die dortige Kirche durch vorsätzlichen Brand schwer beschädigt worden war, konnten die Gottesdienste nur noch im Pfarrhaus gehalten werden. 1690 verließ Oloff nach weiteren Repressionen gegen die Gemeinde Wengrow. Er wurde Pfarrer in Schlawatitz, von wo er auch Gemeinden in Piaski, Wielkanoc und an anderen Orten betreute.
1694 wurde Martin Oloff Pfarrer der polnischen Gemeinde an der Georgenkirche in Thorn. 1701 wechselte er an die Marienkirche, wo er bis zu seinem Tod 1715 blieb.
Martin Oloff verbesserte mit anderen das polnische lutherische Gesangbuch und übersetzte einige Kirchenlieder für dieses.

## Nachkommen
Martin Oloff war der Vater von
- Ephraim Oloff (1685–1735), Pfarrer in Elbing und Thorn, Verfassung einer Sammlung polnischer Kirchenlieder und einer polnischen Liedergeschichte
- Johann Christian Oloff (1700–1744), Pfarrer in Sluzk und Graudenz
- einer Tochter, die mit Christophorus Ratzki († 1716), Pfarrer in Thorn verheiratet war